# 王㶨
金官侯王㶨（금관후 왕는，？—1092年5月22日（宣宗九年四月十四）），是高麗第十一任君主文宗王徽第七子，母親是仁睿太后李氏。

## 生平
王㶨是順宗王勳、宣宗王運、肅宗王熙等人的同母弟，在他以後還有三位弟弟，包括卞韓侯王愔、樂浪侯王忱和聰慧首座王璟；而襄憲王王燾則是他的異母兄弟。
史載他富學識，在文宗三十一年（1077年）冊封為金官侯（韓語：금관후），同時授特進、檢校司空、上柱國，食邑一千戶。在異母兄弟扶餘公提出要娶妹妹積慶宮主時，他曾經和卞韓侯及辰韓侯一同規勸同姓不可娶，但最後未採納。
宣宗三年（1086年），兄長宣宗加王㶨食邑至二千戶，進官檢校尙書令、守司徒職，到宣宗九年（1092年）逝世，贈守太尉兼中書令職，賜三千戶食邑，實封五百戶。宣宗表示：「之前章順侯（卞韓侯）無嗣去世，以佛教儀式撒骨灰；現在金官侯一樣無後，應該採用章順侯的殯葬方法。不過這方法來自佛教，依據不足，宜覓地下葬享受後裔奉祀。」不過禮部卻未批准，諡號莊憲（장헌）。